# Тримбах, Герберт
Герберт Йозеф Тримбах (нем. Herbert Josef Trimbach) (род. 18 августа 1954 в населённом пункте Швэрцельбах, Нижняя Франкония) — немецкий юрист, который с 1-го февраля 2012 года работает начальником отдела «Общественная безопасность и порядок, полиция, законодательство правопорядка, служба по чрезвычайным ситуациям, спасательное дело» Министерства внутренних и коммунальных дел федеральной земли Бранденбург. Тримбах является членом рабочей группы II «Внутренняя безопасность», а с 1-го июля 2015 также председателем рабочей группы V «Вопросы пожарной безопасности, спасательное дело, служба по чрезвычайным ситуациям и гражданская оборона» Конференции министров внутренних дел. На этом собрании федеральные земли и федерация договариваются среди прочего по таким вопросам, как борьба с чрезвычайными ситуациями, последствия реформы бундесвера, задачи гражданской обороны и безопасности жизнедеятельности населения, а также, в частности, обсуждают влияние демографических изменений и их последствий на пожарных, спасателей службы по чрезвычайным ситуациям и добровольцев, которые ведут общественную работу. Кроме того существенную роль играют защита критических объектов инфраструктуры и дальнейшее развитие службы по чрезвычайным ситуациям с учётом климатических изменений.

## Биография
После окончания гимназии им. Фробениуса в г. Хаммельбург, Тримбах с 1974 по 1975 проходил действительную военную службу. С 1975 по 1980 он изучал право и историю в университетах Вюрцбурга и Шпайера. Своё обучение он завершил в 1983 здачей 2-го государственного юридического экзамена в Мюнхене.
Впоследствии Тримбах работал в Свободном государстве Бавария на должностях прокурора и судьи, а также в Федеральном министерстве юстиции в Бонне. Во время работы на должности референта в министерстве он отвечал главным образом за публичное право, а на должности судьи в земельном суде в г. Швайнфурт он сосредоточился на гражданском и коммерческом праве, а также на уголовном праве. В 1988 году в университете имени Юлиуса Максимилиана в г. Вюрцбург под научным руководством Франца-Людвига Кнемайера он получил научную степень доктора обоих прав (светского и церковного).
С 1984 по 1992 годы Тримбах был членом горсовета г. Хаммельбург и районного совета района Бад-Киссинген. В августе 1992 года он перешёл на работу в федеральную землю Бранденбург. После судейской деятельности в районном суде г. Потсдам он до 2007 года работал в Министерстве юстиции и европейских вопросов, которое возглавлял Хансом-Отто Бройтигам. Там он был начальником отдела гражданского, гражданско-процессуального и земельно-кадастрового права, а с 1997 года заместителем начальника отдела публичного права, частного права и правовой политики. Руководил отделом Дирк Бруер, который впоследствии стал директором бундесрата. В этот период Тримбах интенсивно занимался правовым регулированием темы «Открытые имущественные вопросы». С 2002 года Тримбах по совместительству был председателем совета представителей госслужащих в Министерстве юстиции, а с 2005 — членом кадрового комитета федеральной земли.
С 2007 по 2012 год Тримбах был председательствующим судьей высшего земельного суда Бранденбург, где он возглавлял 13-ю судебную коллегию по гражданским делам и 4-ю судебную коллегию по семейным делам.
С 1-го февраля 2012 года он в ранге министериальдиригента является начальником отдела «Общественная безопасность и порядок, полиция, законодательство правопорядка, служба по чрезвычайным ситуациям, спасательное дело» Министерства внутренних и коммунальных дел федеральной земли Бранденбург. На этой должности он стал преемником Юргена Шторбека.
Тримбах занимается подготовкой референдарей и по совместительству является экзаменатором на 1-м и 2-м государственных юридических экзаменах, а также автором научных публикаций на юридические и политико-правовые темы (напр. в еженедельнике «Новый юридический еженедельник» (Neue Juristische Wochenschrift), «Новая Юстиция» (Neue Justiz (NJ)). Он является соиздателем специализированного журнала «pvt — Полиция, транспорт + техника» («pvt — Polizei Verkehr + Technik»). Тримбах является членом Социал-демократической партии Германии (СДП) и профсоюза полиции (GdP). Кроме того он является соучредителем и вице-президентом Немецко-украинской ассоциации юристов.de:Deutsch-Ukrainische Juristenvereinigung
С 1975 года он является членом «Союза Европа» г. Хаммельбуг. Тримбах в рамках лекций и семинаров, в том числе в европейском зарубежье, выступает за идею объединённой Европы. За свою деятельность во время 40-летнего членства он получил в 2015 году почетный диплом от района Бад-Киссинген.